# 索罗尔
索罗尔（波斯語：‎） 是位於伊朗東亞塞拜然省沙贝斯塔县苏菲安区鲁德卡特乡村区的一个村庄。根據2006年人口普查，當地有55戶家庭，人口為209人。